# 合贊

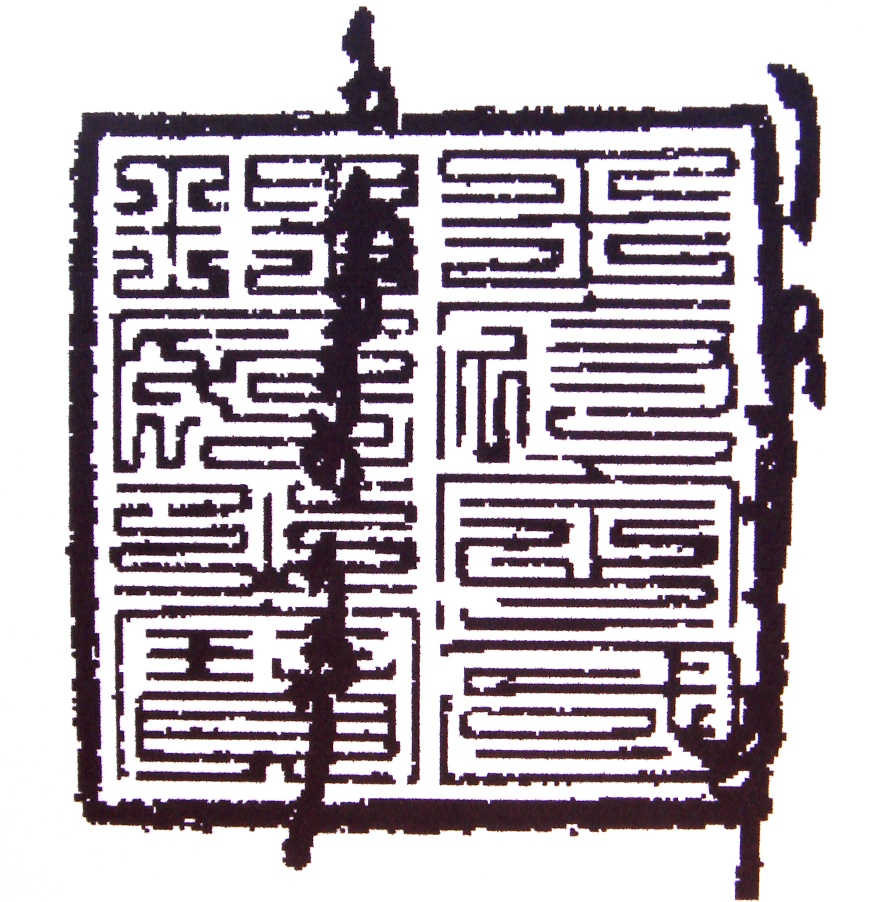
合贊印，上刻汉字“王府定国理民之宝”，由元成宗颁发

合贊（波斯語：غازان خان，羅馬化：Ghazan Khan，1271年11月4日—1304年5月17日），蒙古人，阿鲁浑之长子，伊兒汗國的第七任君主。1295年11月3日 - 1304年5月17日在位。受元朝冊封為靖遠王。

## 生平
他小时候在祖父阿八哈处被抚养，学习蒙古文和畏兀儿文。阿鲁浑即位后，他承袭阿鲁浑的封地呼罗珊等地。合贊母親忽勒塔黑哈敦是阿鲁浑的妾室，他早年是聶斯妥里教徒，本人在青年時改信佛教，在呼罗珊曾经建立佛教寺庙，後來又改信伊斯蘭教，拆毁其他宗教建筑。拜都和脱合察儿杀死伊兒汗海合都，他在1295年他起兵推翻拜都夺位。他的繼位確立了伊爾汗國的伊斯蘭化，自称苏丹。他最大成就是使蒙古人定居，以及委託拉施德丁編輯《史集》，並擴張版图，與埃及馬木留克王朝發生多场争夺敘利亞的戰爭（1299年、1300年、1303年），合赞大軍攻陷大馬士革，大軍逼近加沙及耶路撒冷，後被埃及人打败並收復失地。他和元朝保持良好关系，元成宗继续赐给他旭烈兀所分的彰德路五户丝赋税。抵御察合台汗都哇对呼罗珊的侵扰。平定速海、阿儿思兰、脱合察儿、涅孚鲁思等人的叛乱。他进行一系列政治、经济改革，加强君主权力，强化法制，限制权贵专横，制定税率，废除高利贷，整治驿站，重视农业，统一货币和度量衡。使得国家收入不断增加。他学识渊博，通晓阿拉伯语、波斯语、汉语、藏语等，对于天文、化学、医药、技术、矿物知识也有一定的涉猎。他在大不里士建立圆顶天文台。
他去世後，弟弟完者都继承王位。不久汗國逐漸衰落。

## 延伸阅读
[在维基数据编辑]
 《新元史/卷109》，出自柯劭忞《新元史》
 在维基共享资源阅览影像

### 引用
1. ↑  1271年11月4日，根据商务印书馆，1986年出版的《史集》第三卷，第234页记载
2. ↑  1304年5月17日，根据商务印书馆，1986年出版的《史集》第三卷，第344页记载
3. ↑  根据商务印书馆，1986年出版的《史集》第三卷，第283页记载